# Беовулф
Беовулф (енгл. Beowulf) је епска песма на староенглеском језику, која припада традицији германских херојских легенди и састоји се од 3.182 алитеративна стиха. Ово је једно од најважнијих и најчешће превођених дела староенглеске књижевности. Датум настанка ове песме је предмет расправе међу стручњацима; једино што је сигурно јесте датум настанка рукописа, који је настао између 975. и 1025. године. Прича је смештена у паганску Скандинавију у 5. или 6. веку. Беовулф, јунак Геата, долази у помоћ Хротгару, данском краљу, чију гозбену дворану Хеорот већ дванаест година напада чудовиште Грендел. Након што га Беовулф убије, Гренделова мајка се свети, али је и она поражена. Победоносни Беовулф се враћа кући у земљу Геата и постаје њихов краљ. Пет деценија касније, Беовулф побеђује змаја, али бива смртно рањен у бици. Након његове смрти, његови пратиоци спаљују његово тело и подижу хумку на врху брега у његову част.
Проучаваоци су расправљали о томе да ли је Беовулф испрва преношен усмено, што би утицало на његову интерпретацију: ако је састављен рано, у паганско доба, онда је паганизам централна тема, а хришћански елементи су додати касније; ако је, међутим, песма настала касније, у писаној форми, од стране хришћанског аутора, пагански елементи могу бити декоративна архаизација. Беовулф је углавном написан касним западносаксонским дијалектом староенглеског језика, али су присутни и облици других дијалеката, што указује на дугу и сложену историју преношења кроз различите дијалекталне области Енглеске.
Дуго се истраживала сличност Беовулфа са другим традицијама и причама, укључујући исландску Сагу о Гретиру Снажном, нордијску причу о Хролфу Кракију и његовом слуги Бодвару Бјаркију, вишенационалну бајку Прича о медведовом сину и ирску бајку Рука и дете. Неки су наговестили паралеле песме са Хомеровом Одисејом или Вергилијевом Енеидом. Јасније паралеле постоје у Библији, са очигледним алузијама на књиге Постања, Изласка и Пророка Данила.
Песма је сачувана у једном једином примерку, у рукопису познатом као „Новелов кодекс”. У оригиналном рукопису песма нема наслов, али је постала позната под именом њеног протагонисте. Године 1731. рукопис је оштећен у пожару; преживео је, али су маргине угљенисане, а неки делови текста изгубљени. „Новелов кодекс” се данас чува у Британској библиотеци. Песма је први пут преписана 1786. године; неки стихови су први пут преведени на савремени енглески 1805. године, а током 19. века начињено је девет целокупних превода, укључујући оне Џона Мичела Кембла и Вилијама Мориса. Након 1900. године, настале су стотине превода у прози, римованим или алитеративним стиховима – неки су релативно верни, неки архаизовани, а неки покушавају да приближе дело савременом читаоцу. Тешкоће превођења Беовулфа истраживали су књижевници попут Џ. Р. Р. Толкина, који је радио и на стихованом и на прозном преводу. Беовулфа је на српском језику у прозној форми објавила издавачка кућа Народна књига 1982. године, у преводу Иванке Ковачевић.

## Историјска позадина
Догађаји у песми одвијају се током 5. или 6. века и углавном приказују неенглеске ликове. Неки научници сугеришу да је песма Беовулф првобитно настала у 7. веку у Рендлшаму у Источној Англији, пошто археолошко налазиште Сатон Ху показује блиске везе са Скандинавијом, а Вулфинзи, краљевска династија Источне Англије, можда су потомци геатског клана Вулфинга. Други повезују песму са двором краља Алфреда Великог или двором краља Кнута Великог.
Песма спаја фиктивне, легендарне, митске и историјске елементе. Иако се сам Беовулф не помиње ни у једном другом староенглеском рукопису, многи други ликови наведени у Беовулфу појављују се у скандинавским изворима. То се не односи само на појединце (нпр. Халфдан, Хротгар, Халга, Хротулф, Еадгилс и Отер), већ и на кланове (нпр. Скилдинге, Скилфинге и Вулфинге) и одређене догађаје (нпр. битку између Еадгилса и Онеле). Ратни поход краља Хигелака на Фризију помиње Гргур Турски у својој Историји Франака и може се отприлике датирати на 521. годину.
Превладавајуће мишљење је да су ликови попут краља Хротгара и Скилдинга у Беовулфу засновани на историјским личностима из Скандинавије 6. века. Као и Финесбуршки фрагмент и неколико краћих сачуваних песама, Беовулф се користи као извор информација о скандинавским личностима као што су Еадгилс и Хигелак, али и о континенталним германским личностима као што је Офа, краљ континенталних Англа. Међутим, један научник, Рој Лиуца, сматра да је песма „фрустрирајуће двосмислена”, ни мит ни народна прича, већ смештена у „сложену позадину легендарне историје... на грубо препознатљивој мапи Скандинавије”. Такође истиче да Геати из песме могу одговарати Готарима (са подручја савременог Јеталанда).
Археолошки докази из 19. века могу потврдити одређене елементе приче из Беовулфа. Еадгилс је, према Снорију Стурлусону, сахрањен у Упсали (Гамла Упсала, Шведска). Када је западна хумка ископана 1874. године, налази су показали да је моћан човек сахрањен у великој хумци око 575. године, на медвеђој кожи, са два пса и богатим гробним прилозима. Источна хумка је ископана 1854. и садржавала је посмртне остатке жене, или жене и младића. Средња хумка није ископана.
У Данској, новија археолошка ископавања (1986–88, 2004–05) у Лејреу, где је према скандинавској традицији било седиште Скилдинга, Хеорот, открила су да је једна дворана изграђена средином 6. века, што одговара периоду описаном у Беовулфу, неколико векова пре него што је песма састављена. Током ископавања пронађене су три дворане, од којих је свака била око 50 метара дуга.

## Резиме
Протагониста Беовулф, херој Геата, долази у помоћ данском краљу Хротгару, чију гозбену дворану, Хеорот, напада чудовиште Грендел. Беовулф убија Грендела голим рукама, а затим убија Гренделову мајку мачем џинова који је нашао у њеној јазбини.
Касније у животу, Беовулф постаје краљ Геата, а његову земљу почиње да терорише змај, жељан освете након што је један роб украо златни пехар из његове јазбине. Беовулф се са својим теновима суочава са змајем, али безуспешно. Он одлучује да прати змаја до његове јазбине на Еарнанесу, али само његов млади шведски рођак Виглаф, чије име значи „остатак храбрости”, довољно је храбар да му се придружи. Беовулф на крају убија змаја, али је смртно рањен у борби. Кремиран је, а на обали мора је подигнута гробна хумка.
Беовулф се сматра епском песмом јер главни јунак путује далеко како би доказао своју снагу у немогућим условима против натприродних демона и звери. Поема почиње in medias res („усред ствари”), што је карактеристика античког епа. Иако песма почиње Беовулфовим доласком, Грендел је већ дуго нападао Хеорот. Описује се разрађена историја ликова и њихових родова, као и њихова међусобна интеракција, дугови који су били враћени и учињена храбра дела. Ратници чине братство повезано лојалношћу према свом господару. Песма почиње и завршава се сахранама: на почетку песме за Скилда Скифинга и на крају за Беовулфа.
Поема је чврсто структурисана. Е. Кариган показује симетрију њеног обликовања на моделу њених главних компоненти, као што је, на пример, опис убиства Грендела који одговара опису убиства змаја, слава Данаца која одговара описима дворова Данаца и Геата. Друга тумачења су такође могућа; Гејл Овен-Крокер, на пример, види песму као структурирану кроз четири сахране које описује. За Џ. Р. Р. Толкина, главна подела у песми била је између младог и старог Беовулфа.

### Прва битка: Грендел
Беовулф почиње причом о данском краљу Хротгару, који је изградио велику гозбену дворану, Хеорот, за себе и своје ратнике. У њој, он, његова жена Велтео и његови ратници проводе време певајући и славећи. Гренделу, монструозном бићу налик тролу, који се сматра потомком библијског Каина, тешко пада да слуша звуке радости. Он напада дворану и убија многе од Хротгарових ратника на спавању. Хротгар и његов народ, беспомоћни против Грендела, напуштају Хеорот.
Беовулф, млади ратник из Геатланда, чује о Хротгаровим невољама и са дозволом свог краља напушта своју домовину како би помогао Хротгару.
Беовулф и његови људи проводе ноћ у Хеороту. Он одбија да се бори са било каквим оружјем или оклопом, пошто их ни Грендел не користи. Када Грендел уђе у дворану и убије једног од Беовулфових људи, Беовулф, који се претварао да спава, скаче на непријатеља. Грендел и Беовулф се жестоко боре. Беовулфови људи извлаче своје мачеве и журе да му помогну, али они нису способни да пробију Гренделову кожу. На крају, Беовулф кида Гренделову руку заједно са раменом. Смртно рањен, Грендел бежи у свој дом у мочварама, где умире. Беовулф показује Гренделову руку свима у Хеороту, где је обешена са високог стропа. Овај „трофеј” ће подстаћи Гренделову мајку да се освети.

### Друга битка: Гренделова мајка
Следеће ноћи, након прослављања победе над Гренделом, Хротгар и његови људи спавају у Хеороту. Гренделова мајка, бесна због синовљеве смрти, одлучује да се освети. „Беовулф није био присутан јер му је раније, пре дељења поклона, одређено друго боравиште”. Гренделова мајка убија Ашера, Хротгаровог најпоузданијег саветника, и бежи, касније остављајући његову главу испред своје пећине.
Хротгар, Беовулф и њихови људи прате Гренделову мајку до њене пећине испод једног језера. Унферт, ратник који га је раније изазвао, даје Беовулфу свој мач Хрунтинг. Након што одреди неке услове Хротгару у случају своје смрти (укључујући прихватање његових сродника и Унфертово наслеђивање Беовулфовог имања), Беовулф скаче у језеро и, иако га узнемиравају водене звери, стиже на дно, где проналази пећину. Гренделова мајка га повлачи унутра, а она и Беовулф се упуштају у жестоку борбу.
На почетку, Гренделова мајка има предност, а Хрунтинг се показује неспособним да је повреди; она баца Беовулфа на земљу и покушава да га убије кратким мачем, али Беовулфа спасава његов оклоп. Беовулф примећује други мач, који виси на зиду и који изгледа као да је направљен за џинове, и помоћи њега је обезглављује. Путујући дубље у пећину Гренделове мајке, Беовулф открива Гренделово тело и одсеца му главу са мачем. Његова оштрица се топи због „вреле крви” чудовишта, остављајући само балчак. Беовулф плива назад до обале језера где га чекају његови људи. Носећи балчак и Гренделову главу, он их представља Хротгару по повратку у Хеорот. Хротгар даје Беовулфу многе дарове, укључујући мач Неглинг, породичну реликвију. Ови догађаји изазивају дугу краљеву беседу, која се понекад назива „Хротгарова проповед”, у којој саветује Беовулфа да буде опрезан у погледу поноса и да награди своје тенове.

### Последња битка: Змај
Беовулф се враћа у домовину и касније постаје краљ свог народа. Једног дана, педесет година након Беовулфове борбе са Гренделовом мајком, један роб украде златни пехар из змајеве јазбине на Еарнанесу. Када змај види да је пехар украден, излази из јазбине бесан, спаљујући све што му се нађе на путу. Беовулф и његови ратници долазе да се боре са змајем, али краљ им каже да ће се он сам суочити са змајем и да треба да чекају на каменој хумки. Беовулф одлази да се суочи са змајем, али схвата да је превише слаб за њега. Његови људи, видећи то и бојећи се за своје животе, повлаче се у шуму. Међутим, један од њих, Виглаф, у великом јаду због Беовулфове невоље, долази да му помогне. Њих двојица убијају змаја, али Беовулф бива смртно рањен. Након што Беовулф умре, Виглаф остаје поред њега, обузет тугом. Када се остали људи коначно врате, Виглаф их грди, оптужујући њихов кукавичлук за Беовулфову смрт. Беовулф је ритуално спаљен на великој ломачи у Геатланду, док његов народ плаче и тугује за њим, бојећи се да ће без њега Геати остати беспомоћни пред нападима околних племена. Након тога, у његову част, подигнута је гробна хумка видљива са мора.

### Дигресије
Песма садржи многа наизгледна одступања од главне приче. Ове дигресије су сматране проблематичним од стране раних проучавалаца Беовулфа, као што су Фредерик Клебер, који је написао да оне „прекидају причу”, В. В. Лоренс, који је рекао да оне „оптерећују акцију и одвлаче пажњу од ње”, и В. П. Кер, који је неке од њих сматрао „неповезаним... можда... интерполацијама”. Савременији истраживачи, почев од Адријена Бонжура, напомињу да се сва ова одступања могу објаснити као уводи или поређења са елементима главне приче; на пример, Беовулфово пливање кући преко мора из Фризије, током којег је носио тридесет комплета оклопа, наглашава његову херојску снагу. Одступања се могу поделити у четири групе: наратив о Скилду на почетку; многа описивања Геата, укључујући шведско-геатске ратове, „Песма последњег преживелог” у стилу друге староенглеске песме, „Луталица”, и Беовулфова делања са Геатима, као што су његов вербални дуел са Унфертом и такмичење у пливању са Бреком, и прича о Сигмунду и змају; историја и легенда, укључујући борбу на Финсбургу и причу о Фреавари и Ингелду; и библијске приче као што су мит о стварању и Каин као предак свих чудовишта. Ова одступања остављају снажан утисак историјске дубине, што је имитирао Толкин у Господару прстенова, делу које садржи многе друге елементе из ове песме.